# آتش‌سوزی تیندر
آتش‌سوزی تیندر (انگلیسی: Tinder Fire) یک آتش‌سوزی جنگل بود که در آوریل ۲۰۱۸ در آریزونا، ایالات متحده رخ داد. این آتش‌سوزی در ۲۷ آوریل شروع شد و قبل از مهار کامل آن در ۲۳ مه، بیش از ۱۶۳۰۰ هکتار زمین را سوزاند. آتش‌سوزی خسارت قابل توجهی به سازه‌های منطقه وارد کرد. اعتقاد بر این بود که علت آتش‌سوزی، عامل انسانی بوده‌است اما منبع احتراق دقیق هرگز مشخص نشد. آتش‌نشانان از سازمان‌های مختلف به‌طور مداوم برای مهار آتش و محافظت از خانه‌ها تلاش کردند.